# Culver (Oregon)
Pour les articles homonymes, voir Culver.
Culver est une ville américaine située dans l'État de l'Oregon et dans le comté de Jefferson.

## Démographie
Au recensement de 2010, sa population était de 1 357 habitants dont 436 ménages et 338 familles résidentes. La densité de population était de 269,7 hab/km2
La répartition ethnique était de 79,5 % d'Euro-Américains et 20,5 % d'autres catégories ethniques.
En 2000, le revenu moyen par habitant était de 11 865 dollars avec 18,4 % vivant sous le seuil de pauvreté.

## Source
- (en) Cet article est partiellement ou en totalité issu de l’article de Wikipédia en anglais intitulé « Culver, Oregon » (voir la liste des auteurs).